# Mała Wielka Stopa
Mała Wielka Stopa (org. The Son of Bigfoot) – belgijsko-francuski film animowany z 2017 roku.

## Treść
Nastoletni Adam jest nieśmiałym nastolatkiem. Pewnego dnia wyrusza na wyprawę, w poszukiwaniu nieznanego  ojca. Okazuje się, że ojciec jest potomkiem legendarnego stwora, znanego jako Wielka Stopa lub Yeti i zamieszkuje w puszczy. Wkrótce Adam przekonuje się, że podobnie jak ojciec, posiada supermoce.

## Oryginalny dubbing
- Pappy Faulkner - Adam Harrison
- Henry Cavill - Wielka Stopa / doktor Harrison
- Alec Baldwin - Wallace Eastman
- Marieve Herington - Shelly Harrison
- Laila Berzins - Operatorka numeru 911 / Weecha
- Sandy Fox - Tina, wiewiórka
- Bill Hader - traper
- Alan Shearman - doktor Billingsley
- Michael Sorich - Wilbur, niedźwiedź